# Tarcisio Robbiati
Tarcisio Robbiati (Milano, 8 luglio 1897 – Milano, 29 maggio 1952) è stato un anarchico, antifascista e partigiano italiano.

## Biografia
Nato a Milano da Beniamino e Clara Favini, è uno dei più attivi esponenti del movimento anarchico di Milano fin dalla giovinezza. Viene più volte denunciato e condannato per il suo attivismo e le simpatie anarchiche tra il 1915 e il 1918, evadendo ripetutamente dal carcere. Viene arrestato nel 1920 come presunto complice degli attentati al Caffè Cova e al palazzo degli esercenti di piazza San Sepolcro. e (dopo l'ennesima evasione) condannato a due anni e un mese di reclusione per "associazione a delinquere e trasporto di bombe"
Dopo l'avvento del regime fascista trascorre altri periodi in carcere fino al 1926, quando è inviato al confino per 5 anni, trascorsi a Favignana, Lipari e Tremiti. Tornato a Milano nel 1931, viene nuovamente arrestato nel 1940 e inviato nel campo di internamento di Manfredonia, poi a Colfiorito, Foligno, ed infine alle Tremiti. Liberato dopo l'8 settembre 1943, aderisce alla Resistenza e diviene il comandante della formazione partigiana "Amilcare Cipriani", attiva a Canzo.. Il suo nome figura anche negli organigrammi delle Brigate Bruzzi Malatesta.